# Persecution
Persecution – brytyjski horror psychologiczny z 1974 roku w reżyserii Dona Chaffeya.

## Fabuła
Carrie Masters jest kaleką, bogatą, zgorzkniałą kobietą, która czerpie przyjemność z dręczenia swojego młodszego syna Davida. Obwinia go za stan zdrowia i na dziwaczne i przerażające sposoby wymusza zemstę. Lata później David wraca do domu rodzinnego wraz z żoną i dzieckiem. Zamierza zemścić się na matce.

## Obsada
- Lana Turner – Carrie Masters
- Ralph Bates – David Masters